# Пийи
Пийи́ (греч. Πηγή — источник, родник, ключ) — деревня в Греции на Крите. Расположена в 9 километрах восточнее Ретимнона, на высоте 60 м, с плодородной почвой и достаточным количеством воды. Входит в общину (дим) Ретимни в периферийной единице Ретимни в периферии Крит. Население 401 житель по переписи 2011 года.
В 1837 году английский путешественник Роберт Пэшли написал: 

«Пийи — название происходит от богатого источника, который питает посёлок превосходной водой»Оригинальный текст (англ.)In Pigi — the name comes from a rich source that supplies the village with excellent water
Пийи оккупирован венецианцами с периода становления Венецианской республики.
В Пийи находятся церковь Страстной пятницы, церковь Божией Матери, церковь Святого Георгия (с фресками 1411 года), церковь Святого Иоанна, церковь Святого Николая (XIV век) и другие.

## Местное сообщество Пийи
В местное сообщество Пийи входят три населённых пункта. Население 857 жителей по переписи 2011 года. Площадь 6,003 квадратных километров.
| Наименование   | Население (2011), человек |
| -------------- | ------------------------- |
| Айос-Димитриос | 177                       |
| Пийи           | 401                       |
| Пийянос-Камбос | 279                       |

## Население
| Год  | Население, человек |
| ---- | ------------------ |
| 1991 | 315                |
| 2001 | 345                |
| 2011 | ↗ 401              |